# Präexpositionsprophylaxe
Die HIV-Präexpositionsprophylaxe (PrEP) bezeichnet die Einnahme systemisch wirksamer antiviraler Medikamente durch HIV-negative Personen in Erwartung einer potenziellen HIV-Exposition aus bekannten oder unbekannten Quellen, um die HIV-Übertragung zu verhindern. Die Weltgesundheitsorganisation empfiehlt die PrEP seit September 2019 „als zusätzliche Präventionsmöglichkeit für Menschen mit einem erheblichen HIV-Infektionsrisiko als Teil von kombinierten HIV-Präventionsansätzen“.
Zur PrEP sind in der Europäischen Union seit 2016 Kombinationspräparate als tägliche Tabletteneinnahme mit den Wirkstoffen Emtricitabin (FTC) und Tenofovirdisoproxil (TDF) zugelassen. Ferner wurde in den USA Ende 2021 und in der EU September 2023 die Zulassung für langwirksames Cabotegravir als Depotspritze erteilt. In Ländern mit hoher HIV-Prävalenz (insbesondere im südlichen Afrika) ist für Frauen ab 18 Jahren in Kombination mit Safer-Sex-Praktiken ein Dapivirin-haltiger Vaginalring bestimmt, falls der Zugang zu oralen PrEPs nicht möglich ist.
Die Präexpositionsprophylaxe ist eine von mehreren Präventionsmaßnahmen gegen HIV neben beispielsweise Kondomen oder der HIV-Postexpositionsprophylaxe. Im Gegensatz zu Kondomen schützt die PrEP nicht gegen andere sexuell übertragbare Erkrankungen.

## Indikation

### Weltgesundheitsorganisation
Die Weltgesundheitsorganisation sieht eine Präexpositionsprophylaxe als indiziert an bei einer Person ohne nachgewiesene HIV-Infektion, die Geschlechtsverkehr mit serodiskordanten Personen ohne (erfolgreiche) antiretrovirale Therapie hat oder in Bevölkerungsgruppen mit einer hohen HIV-Inzidenz bzw. HIV-Prävalenz sexuell aktiv ist, sofern:
- diese Person Vaginal- oder Analverkehr ohne Kondome mit mehr als einer Person hat oder sofern
- diese Person Sex mit Personen mit einem oder mit mehreren HIV-Risikofaktoren hat oder sofern
- bei dieser Person eine sexuell übertragbare Erkrankung durch Labordiagnostik nachgewiesen wurde, diese Person von einer erlittenen sexuell übertragbaren Erkrankung berichtet oder bei dieser Person eine sexuell übertragbare Erkrankung symptomatisch behandelt wurde oder sofern
- diese Person eine Postexpositionsprophylaxe durchgeführt hat oder sofern
- diese Person eine Präexpositionsprophylaxe verlangt.

Die WHO empfiehlt, Tenofovir-haltige PrEP-Regime in Tablettenform als ergänzende Maßnahme zur Vorbeugung anzuwenden, bei Frauen zusätzlich den Dapivirin-Vaginalring. Seit 2022 ist die neue Substanz Cabotegravir ebenfalls in die Empfehlung aufgenommen, die als Depotspritzen einfach anzuwenden ist.

### Deutsch-Österreichische Leitlinien zur HIV-Präexpositionsprophylaxe
Nach der unter Federführung der Deutschen AIDS-Gesellschaft und in Zusammenarbeit mit der Österreichischen AIDS-Gesellschaft sowie weiteren medizinischen Fachgesellschaften 2024 aktualisierten deutsch-österreichischen Leitlinien zur HIV-Präexpositionsprophylaxe ist das Angebot der oralen PrEP bei Personen mit einem „substanziellem HIV-Infektionsrisiko“ angezeigt. Dies betrifft insbesondere die folgenden Gruppen von HIV-negativen Personen:
- Männer, die Sex mit Männern haben, oder Transpersonen:
  - die in den letzten drei bis sechs Monaten analen Geschlechtsverkehr ohne Kondom praktiziert haben und/oder dies in den nächsten Monaten tun werden und/oder
  - bei denen in den letzten zwölf Monaten eine sexuell übertragbare Krankheit aufgetreten ist.
- Personen in serodiskordanten Konstellationen mit einer virämischen HIV-positiven Person,
  - die keine antiretrovirale Therapie (ART) durchführt,
  - eine nicht-suppressive ART aufgrund einer Resistenz durchführt oder
  - sich noch in der Anfangsphase einer ART befindet (dort liegt die Menge an HIV-RNA 6 Monate nach Beginn noch nicht bei unter 200 RNA-Kopien pro Milliliter Blut)
- Sexarbeiter
- Personen, die Sex ohne Kondom mit Partnern haben, bei denen eine undiagnostizierte HIV-Infektion anzunehmen ist.
- Drogen injizierende Personen, die nicht sterile Injektionsmaterialien benutzen.

Diesen sollten in jedem ärztlichen Kontakt über die Möglichkeit und die Modalitäten der HIV-PrEP informiert werden.
Darüber hinaus kann bei Personen, welche nicht in die erwähnten Gruppen fallen, ein substanzielles Risiko bestehen. Da bislang ein signifikanter Zusammenhang zwischen der Nachfrage nach der PrEP und einem erhöhten Risiko gezeigt wurde, sollte bei jeder Person, die aktiv nach einer PrEP fragt, eine sorgfältige Risikoevaluation durchgeführt werden und gegebenenfalls eine PrEP verschrieben werden.
Die deutsche Leitlinie auf Stufe S2k empfiehlt nur die tägliche Einnahme von Emtricitabin/Tenofovirdisoproxil (FTC/TDF) als Medikation.
Einer Gabe des vergleichbar wirksamen Kombination von FTC und Tenofoviralafenamid (TAF), welche renal nebenwirkungsärmer sind, sprechen die zum einen vielfach höheren Kosten und zum anderen die fehlende Zulassung zur PrEP in der EU entgegen. Bei der Gabe des wirksameren Cabotegravirs müssen neben den höheren Kosten auch der wesentlich höhere Aufwand bei der Verabreichung (durch intramuskuläre Injektion) und des Monitorings mittels HIV-PCR, sowie eine erhöhte Gefahr von Resistenzen bei Durchbruchsinfektionen bedacht werden.
Falls die Einnahme von FTC/TDF, außerhalb der Zulassung und entgegen der Empfehlung der Leitlinie, anlassbezogen erfolgt, ist es erforderlich, 2 Tabletten 2 bis 24 Stunden vor dem geplanten Kontakt einzunehmen. Anschließend sollte täglich zur gleichen Zeit eine Tablette bis einschließlich zwei Tage nach dem letzten kondomlosen Kontakt eingenommen werden. Bei vaginalen Sexualkontakten wird grundsätzlich von der anlassbezogen Einnahme abgeraten. Eine chronische Hepatitis B steht einer anlassbezogenen Einnahme entgegen.

### Centers for Disease Control and Prevention
Die Richtlinie zur klinischen Praxis der Gesundheitsbehörde der Vereinigten Staaten von Amerika (Centers for Disease Control and Prevention) empfiehlt eine PrEP bei folgenden Personen:
- HIV-negative, erwachsene Männer, die Sex mit Männern haben, welche
  - innerhalb der letzten sechs Monate, außerhalb einer monogamen Beziehung mit einer gesichert HIV-negativen Person, kondomlos, empfangend analen Geschlechtsverkehr hatten oder
  - innerhalb der letzten sechs Monate eine bakterielle, sexuell übertragbare Erkrankung (Syphilis, Gonorrhoe, oder Chlamydiose) hatten
- HIV-negative, erwachsene Personen, welche
  - innerhalb der letzten sechs Monate, außerhalb einer monogamen Beziehung mit einer gesichert HIV-negativen Person, Geschlechtsverkehr mit mehr als einer Person anderen Geschlechts kondomlosen Geschlechtsverkehr hatten und mindestens eine der anderen Personen einen ungesicherten HIV-Status und ein substantielles HIV-Risiko als Mann, der Sex mit Männern hat oder Person, die Drogen injiziert hat,
  - innerhalb der letzten sechs Monate eine bakterielle sexuell übertragbare Erkrankung (Syphilis, Gonorrhoe, oder Chlamydiose) hatten oder
  - Geschlechtsverkehr in einer serodiskordanten Konstellationen haben.

## Kontraindikationen

### Weltgesundheitsorganisation
Laut der Weltgesundheitsorganisation ist eine PrEP kontraindiziert bei:
- einer HIV-Infektion
- Symptomen einer HIV-Infektion
- einem möglichen infektiösen Kontakt mit einer HIV-positiven Person
- einer geschätzten glomerulären Filtrationsrate (eGFR) von weniger als 60 ml/min (soweit bekannt)
- Allergien gegen die Medikation

### Deutsch-Österreichische Leitlinien zur HIV-Präexpositionsprophylaxe
Die S2k-Leitlinie der Arbeitsgemeinschaft der Wissenschaftlichen Medizinischen Fachgesellschaften sieht eine PrEP nicht angezeigt bei:
- positivem HIV-Test (p24-Antigen/HIV-Antikörper-Testung [4. Generationstest]) – dies soll 4 Wochen nach Beginn der PrEP verifiziert werden
- replikativer Hepatitis-B-Infektion
- einer Nierenfunktionsstörung aufgrund der potenziell nephrotoxischen Effekte von TDF (eGFR soll mindestens 60 ml/min und sollte >80 ml/min sein)
- einer Osteoporose (falls TDF/FTC eingesetzt wird)

## Schutzwirkung
Übersichtsstudien ergaben, dass die PrEP „eine wirksame und sichere Therapie zur Verhinderung der HIV-Übertragung“ ist, welche „mit zunehmenden Verschreibungsraten für Patienten mit HIV-Risiko das Potenzial hat, HIV-Neuinfektionen zu reduzieren“. Die Wirksamkeit der PrEP hängt jedoch stark von der Adhärenz ab. Bei einer Adhärenz von ≥70 Prozent reduziert sich das relative Risiko auf 27 Prozent (95 Prozent CI: 19 bis 39 Prozent), bei einer Adhärenz zwischen 40 Prozent und 70 Prozent auf 51 Prozent (95 Prozent CI: 38 bis 70 Prozent) und bei einer Adhärenz von weniger als 40 Prozent auf 93 Prozent (95 Prozent CI: 72 bis 120 Prozent).
Die Schutzwirkung einer PrEP setzt verzögert ein. Gemäß Model sollen die Kolorektalschleimhaut am 3. Tag und im weiblichen Genitale am 7. Tag nach Beginn der kontinuierlichen Einnahme sich maximale FTC- und TDF-Spiegel im Gewebe einstellen. Bei der anlassbezogenen PrEP wird von einer ausreichenden Schutzwirkung 2–24 Std. nach Einnahme einer doppelten Dosis von TDF/FTC ausgegangen; dies gilt für analem Sexualkontakt – bei vaginalem Sexualkontakt wird eine PrEP nicht empfohlen.

## Wirkmechanismus
Die PrEP beinhaltet die beiden Wirkstoffe Emtricitabin (FTC) und Tenofovirdisoproxil (TDF), ein Prodrug von Tenofovir. FTC ist ein chemisches Analogon des Nukleosids Cytidin. TDF wird in vivo in Tenofovir, ein Nukleotid-Analogon von Adenosinmonophosphat, umgewandelt. Beide Substanzen wirken als Inhibitoren der reversen Transkriptase (Nukleosidische Reverse-Transkriptase-Inhibitoren, NRTIs). Sie werden von zellulären Enzymen über nicht überlappende Wege phosphoryliert und bilden Emtricitabintriphosphat und Tenofovirdiphosphat, alternative Substrate für Desoxyadenosintriphosphat und Desoxycytidintriphosphat.
Der Einbau in die sich bildende virale Desoxyribonukleinsäure führt zu einer Kettenabbruchreaktion und zur Hemmung der viralen reversen Transkriptase: NRTIs haben keine 3'-Hydroxygruppe an der 2'-Desoxyribosyl-Einheit. Aufgrund der fehlenden 3'-Hydroxygruppe verhindert das NRTI die Bildung einer 3'-5'-Phosphodiesterbindung in wachsenden Desoxyribonukleinsäure-Ketten und kann so die Replikation des Virus verhindern.

## Nebenwirkungen
Im Rahmen der Zulassung durch die Europäische Arzneimittel-Agentur wurden als sehr häufige Nebenwirkungen Durchfall und Übelkeit festgestellt, darüber hinaus Hypophosphatämie, Kopfschmerzen, Schwindel, Erbrechen, Ausschlag, Schwäche sowie erhöhte Creatin-Kinasespiegel im Blut. Die Europäische Arzneimittel-Agentur empfahl dennoch das Inverkehrbringen zu genehmigen, da der Nutzen die Risiken überwiege.

## Kosten

### Kosten-Nutzen-Analyse
Das Originalmedikament Truvada hatte in Deutschland einen Einführungspreis von 819 Euro für 30 Tabletten, wobei die Einnahme von täglich einer Tablette empfohlen wurde. Aufgrund des Patentschutzes war es das einzig verfügbare PrEP-Medikament. Nach dem Ende des Patentschutzes 2017 kamen erste Generika für um 600 Euro auf den deutschen Markt. Inzwischen sank der Preis auf rund 50 Euro für 30 Tabletten in Deutschland und rund 65 Franken in der Schweiz.
Dies führte vor Ablauf des Patentschutzes dazu, dass Studien zu divergierenden Kosten-Nutzen-Ergebnissen kamen. Seit dem Ablauf des Patentschutzes bestätigen Studien durchwegs ein positives Kosten-Nutzen-Verhältnis der PrEP.

### Deutschland
In Deutschland haben gesetzlich krankenversicherte Personen, die das 16. Lebensjahr vollendet und ein substantielles HIV-Infektionsrisiko haben, seit dem 1. September 2019 einen gesetzlichen Anspruch auf die Durchführung einer PrEP sowie auf Beratungen und Untersuchungen (§ 20j SGB V i. V. m. § 2 Anlage 33 BMV-Ä).
Zu den Menschen, die ein substantielles HIV-Infektionsrisiko haben, zählen
- Männer, die Sex mit Männern haben, oder Transgender-Personen mit der Angabe von analem Geschlechtsverkehr ohne Kondom innerhalb der letzten drei bis sechs Monate und/oder voraussichtlich in den nächsten Monaten bzw. mit einer sexuell übertragbaren Erkrankung in den letzten zwölf Monaten,
- Personen in Zusammenhang mit serodiskordanten Konstellationen mit einer virämischen HIV-positiven Person ohne antiretrovirale Therapie, mit einer nicht suppressiven antiretroviralen Therapie oder in der Anfangsphase einer ART (HIV-RNA, die nicht schon sechs Monate unter 200 RNA-Kopien/ml liegt),
- nach individueller und situativer Risikoüberprüfung drogeninjizierende Personen ohne Gebrauch steriler Injektionsmaterialien und
- nach individueller und situativer Risikoüberprüfung Personen mit Geschlechtsverkehr ohne Kondom mit einer Person, bei der eine undiagnostizierte HIV-Infektion wahrscheinlich ist (z. B. Personen aus Hochprävalenzländern oder mit risikoreichen Sexualpraktiken).

Die Kosten einer PrEP werden in Deutschland seit September 2019 von den gesetzlichen Krankenkassen übernommen. Der Patient muss die Zuzahlung bei verschreibungspflichtigen Arzneimitteln in Höhe von fünf bis zehn Euro entrichten. Die privaten Krankenkassen haben eigene Regelungen. Man kann sich die PrEP-Tabletten auch auf Privatrezept verschreiben lassen.
Auch Personen mit Anspruch auf Beihilfe nach der Bundesbeihilfeverordnung können, unter den gleichen Voraussetzungen wie gesetzlich versicherte Personen, die PrEP erstattet bekommen. Zu diesen Personen zählen Bundesbeamte, Bundesrichter, Versorgungsempfänger des Bundes und ggf. Familienangehörige der vorgenannten Personengruppen. Die Beihilfetarife der privaten Krankenversicherungen übernehmen den nicht beihilfefähigen Anteil. Zum 1. Januar 2021 wurde in die Bundesbeihilfeverordnung aufgenommen, dass für beihilfeberechtigten Personen, die das 16. Lebensjahr vollendet haben, Aufwendungen beihilfefähig sind für ärztliche Beratungen zu Fragen der medikamentösen Präexpositionsprophylaxe zur Verhütung einer Ansteckung mit HIV sowie Untersuchungen, die bei Anwendung der für die medikamentöse Präexpositionsprophylaxe zugelassenen Arzneimittel erforderlich sind.  Auch Soldaten der Bundeswehr haben Anspruch auf die PrEP im Rahmen der Heilfürsorge in Form der unentgeltlichen truppenärztlichen Versorgung.
Das RKI schätzt, dass es mit Stand Ende 2023 rund 40.000 PrEP-Nutzende in Deutschland gab.

### Österreich
Im Februar 2024 wurde in Österreich beschlossen, dass es seit April 2024 möglich ist, die Ausgaben für die HIV-Präexpositionsprophylaxe (HIV-PrEP) bei der Krankenversicherung geltend zu machen. Für jeden Monatsbedarf einer Packung können Patienten eine Rückerstattung von bis zu 60 Euro erhalten. In spezialisierten Apotheken belaufen sich die monatlichen Kosten derzeit auf 46 bis 59 Euro.
Um sicherzustellen, dass Patienten vor und während der Verwendung von HIV-PrEP vollständig informiert sind, sind regelmäßige ärztliche Beratungen und eine ärztliche Verschreibung weiterhin erforderlich. Zusätzlich wird von der Sozialversicherung ein Pauschalbetrag von 25 Euro pro Quartal erstattet.

### Schweiz
Ende 2023 wurde die HIV-PrEP durch den Schweizer Bundesrat in den Leistungskatalog der Krankenversicherung übernommen, welcher ab Juli 2024 Gültigkeit annimmt.
2023 nahmen zwischen 5000 und 8000 Personen die HIV-PrEP ein und zahlten pro Monat 65 Franken hierfür. Insbesondere die Krankenkassen und konservative Kreise der SVP kritisierten, ungeachtet des erwiesenen Kosten-Nutzen-Verhältnisses, die Aufnahme in den Leistungskatalog.
In der Schweiz wurden bis Juli 2024 nur die Kosten für Arzt und Untersuchung durch die Grundversicherung der Krankenkasse gedeckt, die Kosten für das Medikament selbst wurden jedoch nicht von der Krankenkasse übernommen.

## Kritik
Ein Schutz gegen andere sexuell übertragbare Erkrankungen besteht durch die PrEP nicht. Umstritten ist, ob durch die Verwendung einer PrEP ein risikoreicheres Sexualverhalten provoziert wird und ob so ein höheres Risiko besteht, an anderen sexuell übertragbaren Erkrankungen zu erkranken. Eine Übersichtsstudie fand vielfach erhöhte Wahrscheinlichkeiten, sich mit anderen sexuell übertragbaren Erkrankungen zu infizieren. Eine andere Übersichtsstudie konnte keinen Nachweis für ein risikoreicheres Sexualverhalten erbringen, sondern fand bei den PrEP-Verwendern nur einen besseren Zugang zu entsprechenden Testmöglichkeiten. Darüber hinaus bestehen Bedenken, ob die PrEP anders durchgeführt wird als verordnet (z. B. eine Tabletteneinnahme nur kurz vor oder nach dem Sex). Eine Studie zeigt das Risiko möglicher Resistenzentwicklungen auf.
Gesundheitsorganisationen wie die Deutsche Aidshilfe fordern, dass die PrEP neben Männern, die Sex mit Männern haben, auch für andere von HIV besonders betroffene Gruppen besser zugänglich gemacht wird.

## Bedeutung für Männer, die mit Männern Sex haben
Die Präexpositionsprophylaxe wird überwiegend von Männern, die Sex mit Männern haben (MSM), verwendet, oft als Alternative zum Kondom. Sie ermöglicht zum ersten Mal seit dem Ausbruch der AIDS-Pandemie kondomlosen, aber HIV-präventiven Geschlechtsverkehr und ändert deshalb die Geschlechtskultur zwischen MSM: Mit der Verbreitung der PrEP nimmt laut einer Studie die absolute Anzahl der Sexualkontakte sowie der Anteil der kondomlosen Sexualkontakte zu. Da das Kondom für lange Zeit als das einzig effektive HIV-Präventionsmittel galt, lehnen einige MSM Sex ohne Kondom ab. Durch den Wegfalls Safer-Sex-Praktiken wie das Kondom steigt wieder die Häufigkeit sexuell übertragener Erkrankungen an, gerade bakterielle Erkrankungen verursacht durch Neisseria gonorrhoeae und Chlamydien.
Auf Online-Dating-Plattformen, die sich an Männer richten, die Sex mit Männern haben, wie Grindr oder Romeo, teilweise aber auch in den Medien, gibt es entsprechend „Slutshaming“/„PrEP-Shaming“ von PrEP-Nutzern, also eine Stigmatisierung von Promiskuität durch Herabwürdigung. Jedoch könnte die PrEP auch zur Verminderung von Stigmata und (internalisierter) Homophobie beitragen, da sie langfristig zu einer verminderten Assoziation zwischen MSM und erhöhten Krankheitsrisiken beitragen könnte, die seit dem Ausbruch der AIDS-Pandemie gesellschaftlich verbreitet ist.